# Eupithecia anguinata
Eupithecia anguinata là một loài bướm đêm trong họ Geometridae.